# 厦门大学
厦门大学（英語：Xiamen University），简称厦大，1921年4月由华侨陈嘉庚创办，初名私立厦门大学，是中国近代教育史上第一所华侨创办的大学。1937年7月，厦门大学由私立改为国立，更名国立厦门大学。
厦门大学是中华人民共和国顶尖高校之一，是“双一流A类”和原“985工程”、原“211工程”重点建设大学，是中华人民共和国教育部直属，由教育部、福建省和厦门市共建。

## 历史

### 私立时期

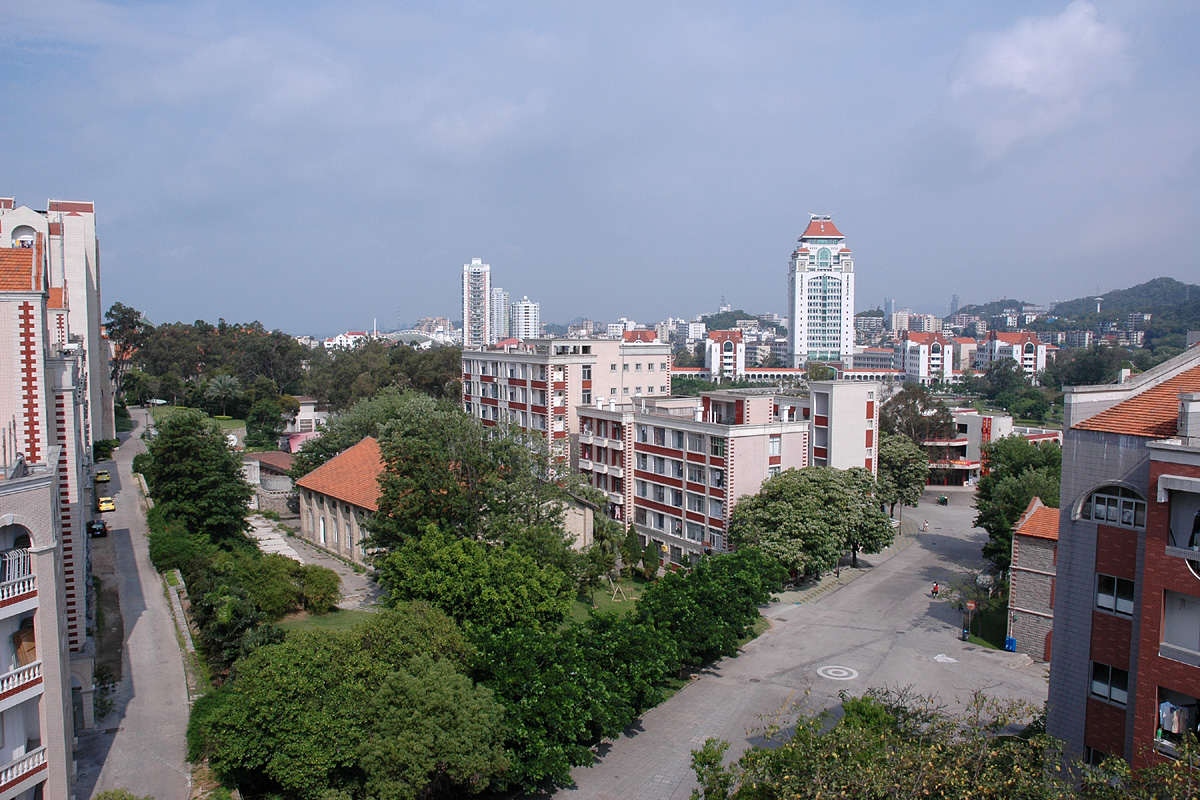
厦门大学本部校园，前景和中景为学生宿舍区，画面中部远处主楼为嘉庚楼群

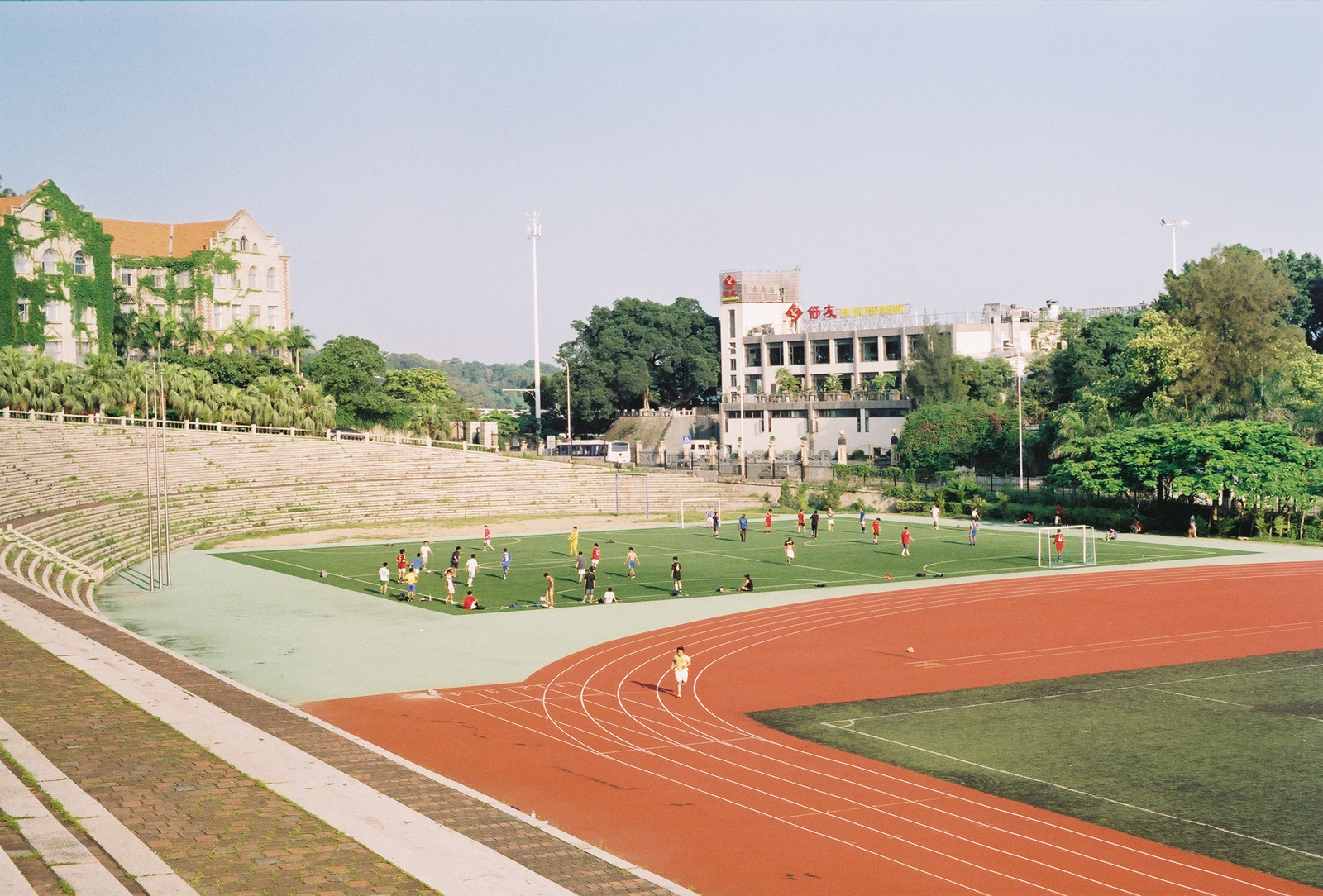
上弦场，2012年6月

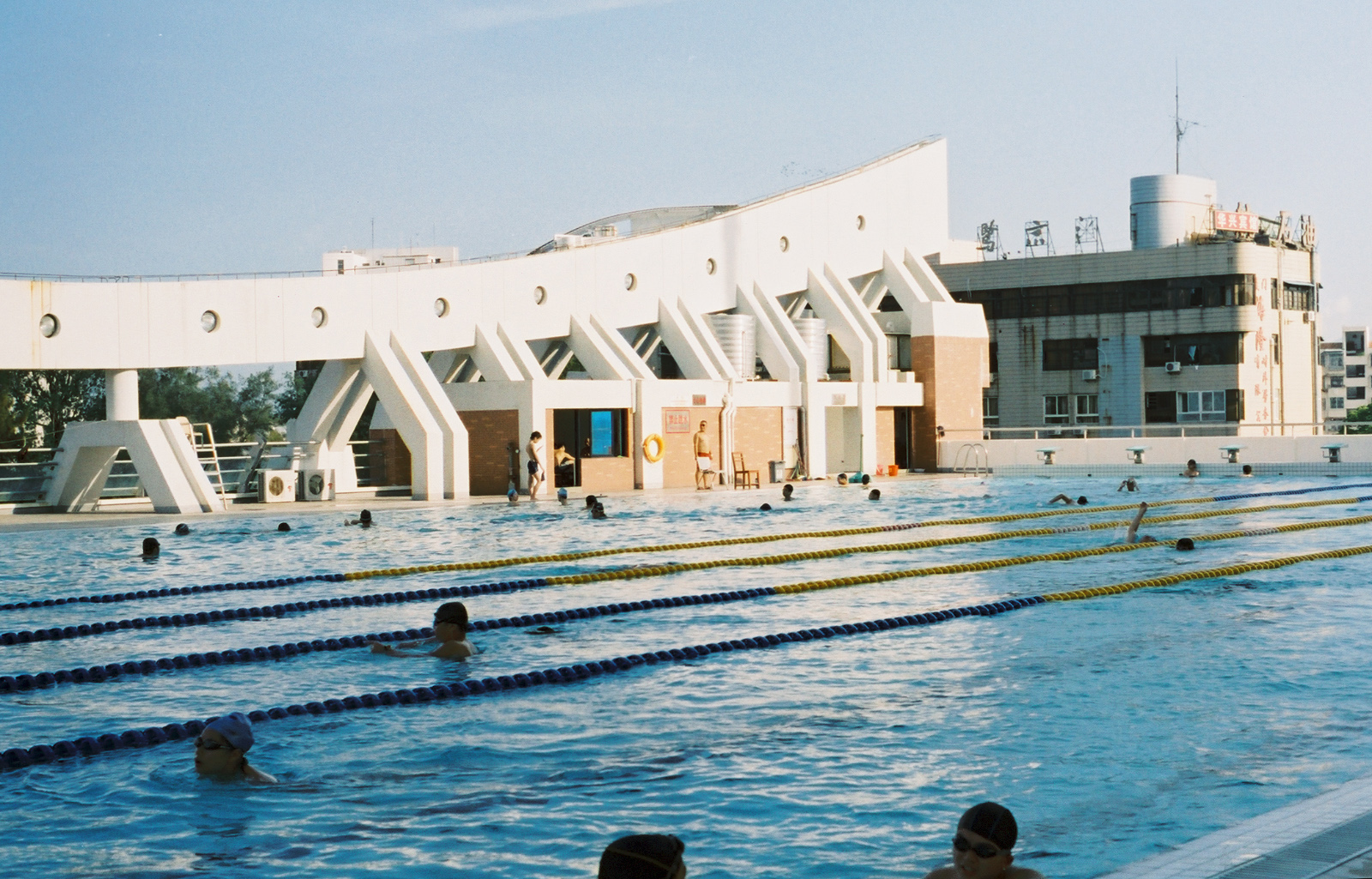
王清明游泳馆

1921年由华侨陈嘉庚创办，是中国近代教育史上第一所华侨创办的大学。
1921年4月6日，私立厦门大学借集美学校举行开学仪式，中国第一所由海外华侨创办的大学宣告成立。初创时，学校设有师范、商学两部，师范部下分文、理两科，学制预科两年、本科四年。考虑到福建中学毕业生水准较低，经征得陈嘉庚同意，全数先招预科生，计商学部40名、理科40名，共120名。课程设置根据师资条件，第一学期先设文法、作文、读文、文字学、英语会话、英文作文、英文文法、英文读法、法文、日文、伦理学、论理学、经济学、历史、代数、三角、化学等十七门课。厦大刚成立时教职员不上二十人，学生实到人数仅九十八人。
1921年7月4日，林文庆接受陈嘉庚先生邀请继任厦门大学校长。
自1921年秋季起，师范学部改为教育学部，并增设文、理两学部，全校共设文、理、商、教育四个学部。1922年2月，私立厦门大学董事会正式成立，陈嘉庚为永久董事，陈敬贤（陈嘉庚胞弟）为董事，林文庆为当然董事。
1922年7月，学校增设工学、新闻两学部，同时在厦门、福州、上海、北京、广州、新加坡、马尼拉等七处招收新生152人，其中女生2人，是为厦大男女同校之始。
1923年冬，因厦门大学教师教学质量不好，学生要求教学改革，学校当局处理不当，殴打侮辱学生，又庇护殴伤学生的肇事者，并无故开除多位学生及教授。此事件激起师生愤怒，导致罢课学潮。1924年6月，厦门大学三百多师生因学潮离校迁上海，成立了“大厦大学筹备处”。“大厦”即“厦大”之颠倒，后来取“光大华夏”之意定名大夏大学。1951年，大厦大学与光华大学合并，改制为今天的华东师范大学。
学校在林文庆校长的主持下，以“自强不息，止于至善”为校训，致力于行政与学科建设，为进一步消除第一次学潮的影响，研究解决学校的发展问题，学校当局重金礼聘知名教授学者，规定：教授月薪最高可达400元，讲师200元，助教可达150元。一时群贤毕至、名流云集。林语堂于1926年5月到厦大，9月就任厦大文科主任，继而，林请来了鲁迅、 《北京晨报》副刊主编孙伏园、研究中国古史权威学者顾颉刚、中西交通史权威学者张星烺、国学大师沈兼士、罗常培等，使小小的私立厦门大学一时朝气蓬勃，颇有北大南迁之景象。
在林文庆校长掌校期间，初步建成多学科的综合性大学。1930年2月，厦门大学遵照国民政府教育部令，将“科”改为“学院”，将“预设”改为“附设高级中学”，并重新修订《组织大纲》，调整院系设置。至1930年6月，全校共设5学院、21学系。

### 国立厦门大学
1937年7月1日，经陈嘉庚函请，中华民国国民政府同意将私立厦门大学改为国立，更名为国立厦门大学。
1937年7月6日，電機工程專家、清华大学教授萨本栋博士任厦门大学校长。随后抗日战争爆发，新任校长萨本栋带领师生迁往鼓浪屿，后又内迁往闽西山城长汀。次年1月17日，学校在长汀复课，时在校生数仅为198人。
在长汀办学的八年中，办学条件极为艰苦，但成就巨大。学校延聘许多优秀学者，在校生达到了1044人，学系从9个发展到15个。厦大学生一方面积极参加抗日救国运动，组织成立“国立厦门大学学生救国服务团”等团体；另一方面勤勉学习，发奋攻读，务期求得真正学问。
1940年8月至1941年，国民政府教育部举行首届和第二届全国大学生学业竞试，厦门大学均名列第一，蝉联冠军。国民政府教育部全国通令嘉奖，厦大由此被誉为“南方之强”。
1944年春，英国纽卡斯尔大学教授雷立克，美国地质地理学家葛德石，英国皇家学会会员、剑桥大学生物化学教授李约瑟博士等先后来校考察和学术访问，称赞“厦门大学为加尔各答以东最好的大学”。当时的国民政府教育部称之为“东南最高学府”、“国内最完备大学之一”。
1945年9月19日，国民政府行政院任命汪德耀博士为国立厦门大学校长。1946年4月6日，汪德耀校长发表《25周年校庆致校友书》，提出“兼容并包”及“学术思想自由”的办学主张，表明厦大的办学已具有开放性的特征。而后陆续增设海洋学系与国际贸易系，并于1948年7月将将机电工程学系分为机械、电机2个系，理学院也因之分设理学院和工学院。由此，全校扩展到5个学院18个学系，学校形成了学科比较齐全，具有文、理、工的综合性大学。

### 共和國時期
1949年10月17日，中国人民解放军进驻厦门，中国人民解放军厦门市军事管制委员会于10月20日委派军代表吴强、肖枫接管厦门大学，组建中共厦门大学支部委员会。
1950年5月，中央人民政府任命经济学家王亚南教授为厦门大学校长。
1952年，全国高校院系调整，厦门大学被定位为文理科综合性大学，其中工学院航空系并入组建北京航空学院（今北京航空航天大学）；工学院电机、土木、机械系各一部分并入浙江大学；电机、机械系大部并入南京工学院（今东南大学）；土木、建筑系大部并入同济大学；水利专业并入组建华东水利学院（今河海大学）；理学院海洋系中的物理组并入山东大学；航务专科并入组建大连海运学院（今大连海事大学）；农学院并入组建福建农学院（今福建农林大学）；政法学院（包括政治、法律两系）并入华东政法学院（今华东政法大学）；俄语专业并入南京大学。1953年，商学院企业管理系并入上海财经学院（今上海财经大学）。1954年，文学院教育系并入福建师范教育学院（今福建师范大学）。1957年，参与创建内蒙古大学。1959年，海洋系剩余全部并入山东海洋学院（今中国海洋大学）。1960年，化学系、物理系大批骨干教师，电子物理组技术物理一组、电子物理组及其电子管试制车间，数学系的计算数学、应用数学、概率论与数理统计专业全部并入组建福州大学。
1962年，厦门大学被定为全国重点大学。1966年8月26日，一些反对福建省委的厦门大学学生成立厦门大学红卫兵独立团。1969年12月6日，教育部军管组等四单位通知，将厦大下放福建省管理。1978年2月恢复为教育部部属全国重点大学。1995年7月，厦门大学进入国家“211工程”建设行列，次年成为首批获教育部批准建立研究生院的33所高校之一。2001年2月，被列入国家“985工程”一期重点建设高校之一。2001年4月6日，厦门大学漳州校区奠基兴建。
2013年1月25日，马来西亚高教部向中国厦门大学递交在马开设分校正式邀请书。2014年7月3日，厦门大学马来西亚校区吉隆坡奠基。2016年2月22日，馬來西亞校區正式開學。

## 校园环境

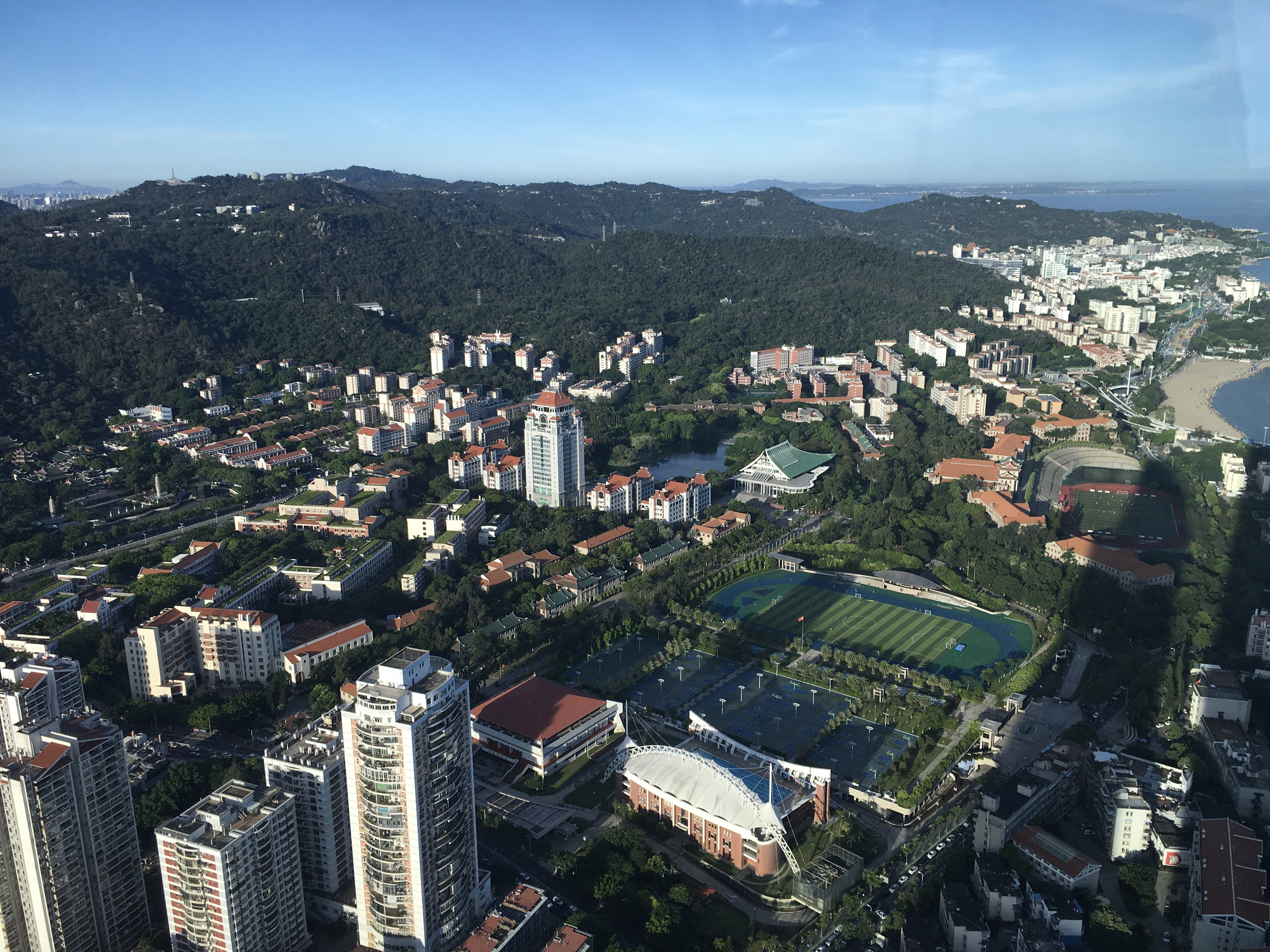
廈門大學主校區

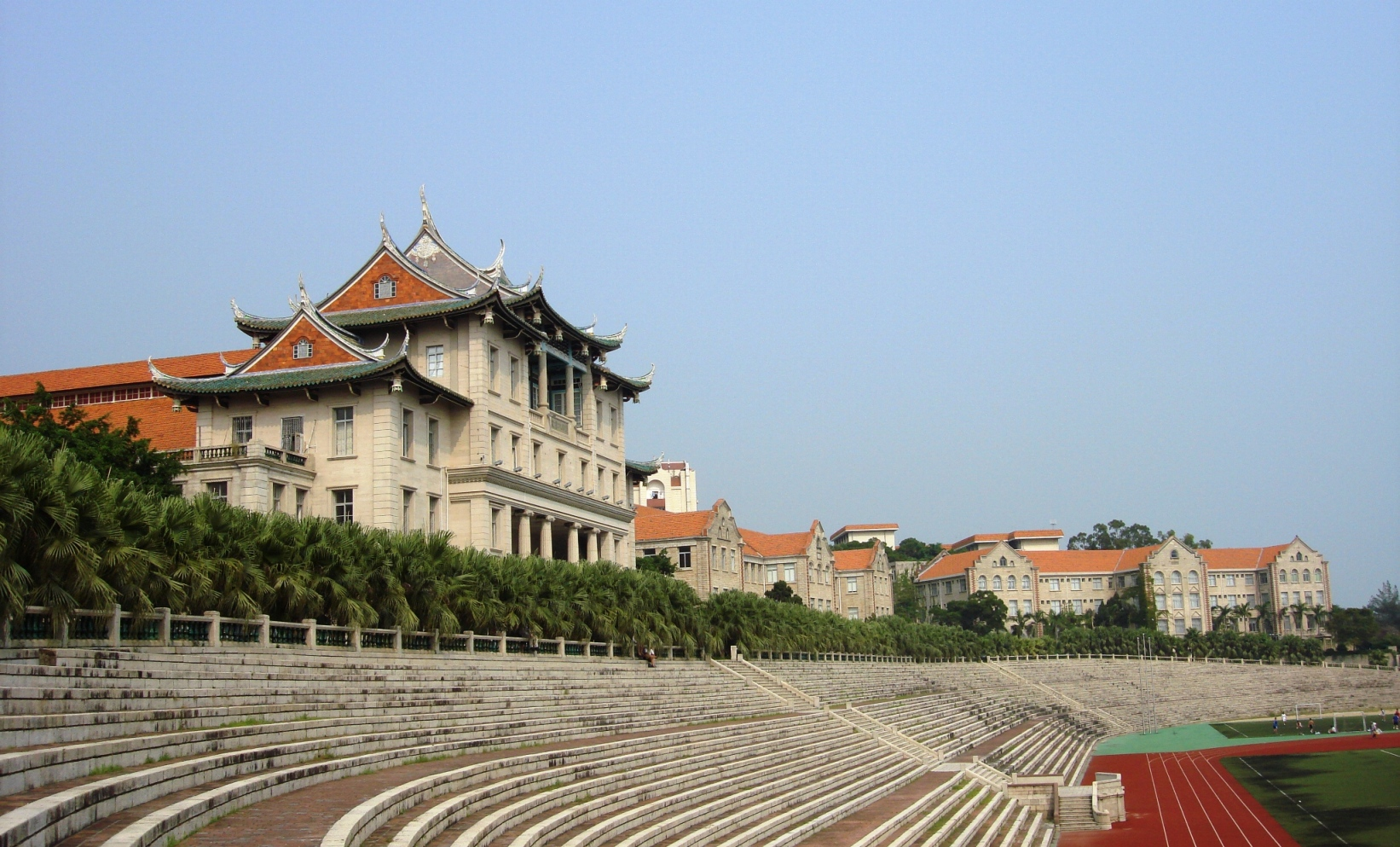
校本部建南楼群

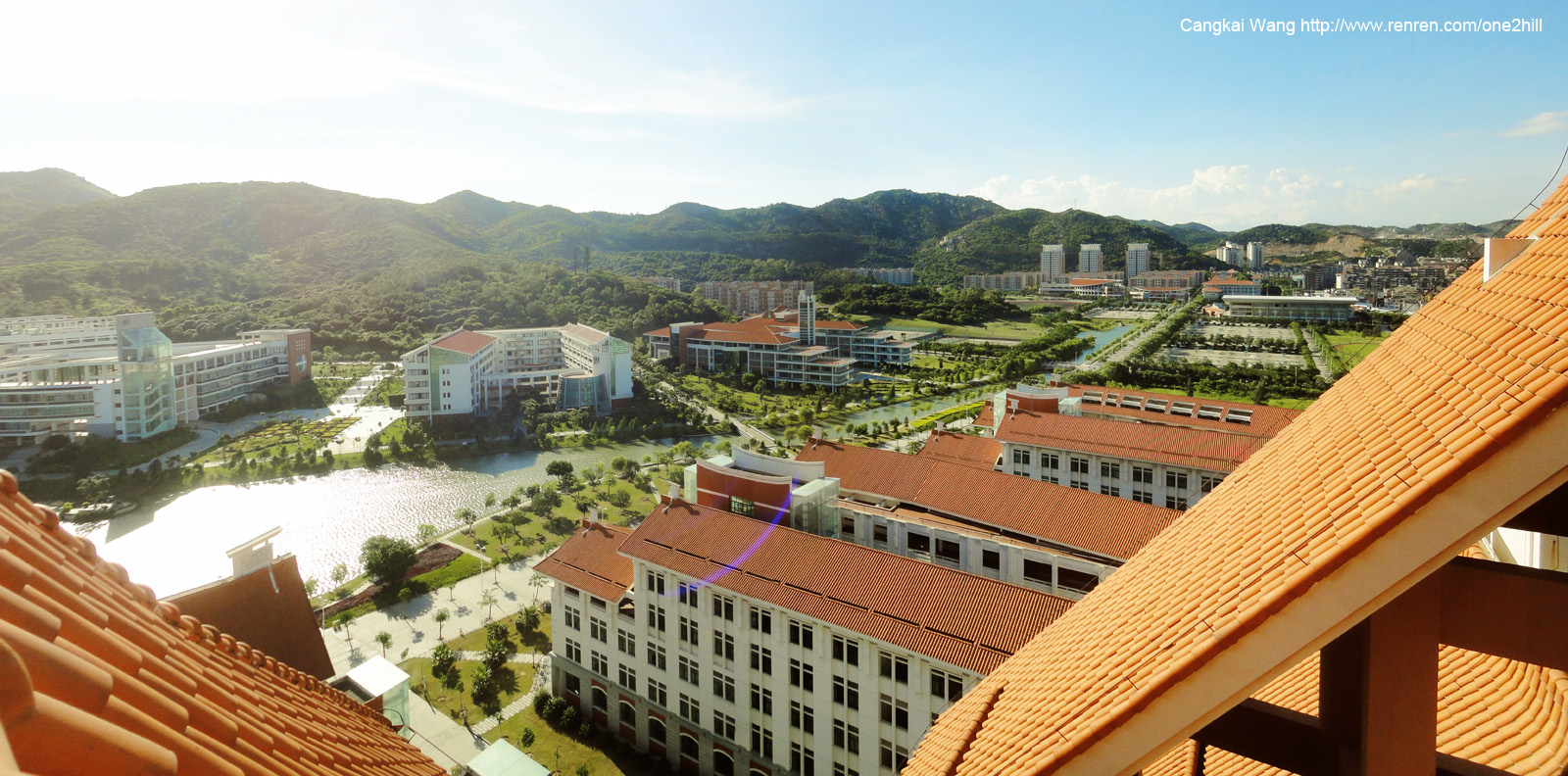
厦门大学漳州校区，2012年7月

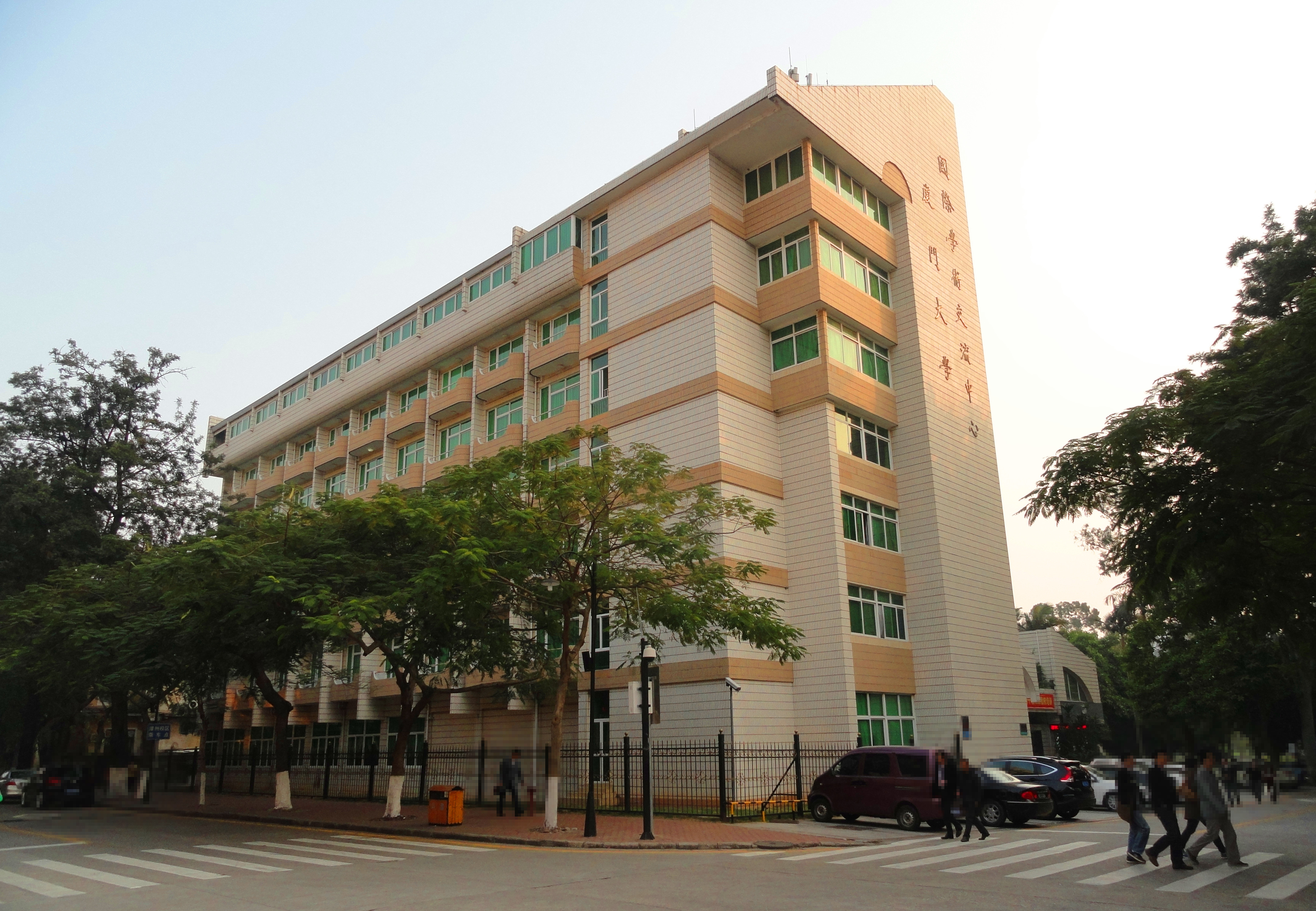
厦门大学逸夫楼

厦门大学校园包括思明校区（校本部）、漳州校区（与厦门大学嘉庚学院共同使用）、海韵校区、翔安校区以及马来西亚分校。
校舍建筑面积135万平方米，图书馆藏书460多万册（含电子图书150多万册），固定资产总值25亿元，仪器设备总值9亿元。校园高速信息网络建设的规模、水平居全国高校前列，并成为CERNET2的主节点之一。

### 思明校區
思明校区位于厦门岛南端，依山傍海，和漳州校区隔海相望，占地2600多亩，校园中心是芙蓉湖。思明校区保存有大量的南洋风格的建筑，具有中西合壁的特征，现已列入全国重点文物保护单位。校园呈狭长形，顺着海岸线延绵数公里，途经校园的巴士车站依次是厦大站，厦大西村站，厦大医院站，厦大白城站，胡里山炮台站，厦大艺术学院站（原名仕站），珍珠湾站以及厦大学生公寓站，一共8站。校园内地形复杂，植被茂盛，拥有丰富的自然景观。

#### 海韻校區
海韵校区是思明校区的一部分，位于厦门岛南端珍珠湾附近，紧邻厦门软件园。软件学院、信息科学与技术学院、数学科学学院位于该园区内。园区内有教学楼一栋，行政办公楼一栋，实验楼一栋和科研楼两栋。自现有建筑往学生公寓方向的区域，为海韵园区二期。由于拆迁工作复杂，目前的建设处于半停顿状态。未来完工之后，整个园区将通过海滨东区与校本部相连。

### 漳州校區
漳州校区位于漳州龙海的招商局漳州开发区内，占地2568亩，与本部一海之隔，相距仅3.5海里，其建筑风格与本部一脉相承，整体规划更加科学合理。2012年7月，因学校发展需要，漳州校区大部分场地、宿舍及其教学楼交由厦门大学嘉庚学院使用。2020年9月，新设立的厦门大学创意与创新学院 （页面存档备份，存于）入驻漳州校区，国际学院部分回迁到漳州校区。目前校区有厦门大学创意与创新学院、国际学院、古雷石化研究院、产业技术研究院及厦门大学嘉庚学院等教学科研单位。漳州校区作为厦门大学世界一流大学建设的重要组成部分，将建设为高水平国际合作与交流高地、高层次应用型人才培养高地、高质量成果转化和产业化高地、高素质人才集聚高地。

### 翔安校區
翔安校区位于厦门市翔安区香山街道，北依香山山脉、南临翔安南路，占地面积3645亩，距思明校区34公里。以发展医学、生命科学与技术等应用科学为主，按照“一次规划、分期建设”的原则，2012年9月第一批师生入驻翔安校区，到2021年建校百年之际，基本完成翔安校区建设任务。翔安校区建设是厦门大学推进“双一流”建设和“两个百年”奋斗目标的重大部署，校区将成为新兴、应用学科高层次创新人才培养的重要基地，成为科技创新和产学研合作的重要基地，成为支撑全球孔子学院发展的重要基地。对于服务国家、福建和厦门市经济社会发展，促进经济发展方式转变，为发展战略性新兴产业提供科技和人才支撑具有重大意义。

### 平潭研究院
學校另於福州市平潭縣設有平潭研究院，簽約於2019年12月，成立於西元2021年5月，由廈門大學和平潭綜合實驗區管理委員會利用國有資產合作舉辦，進行南島文化、臺灣文化的研究，並吸引更多臺灣青年來閩。下設有閩台文化與考古研究中心、文創和旅遊產業研究中心、海洋科學與技術研究中心、數字經濟與技術研究中心，校址位於平潭綜合實驗區臺灣創業園25-26號。

### 上弦场
上弦场是位于厦门大学校本部南部的一个体育场。
上弦场建于1954年，由陈嘉庚先生的女婿李光前先生捐资建造。其北侧的建南楼群也于同期建造。建造完工后的上弦场面积为32200平方米（包括看台），可以容纳观众2万人，造价12万元。
上弦场依地势而建，利用运动场与北侧建于山岗上的建安楼群的高度差，将山坡剥砌成25级看台。由于运动场与看台均为半月形，虞愚教授受陈嘉庚之请命名时，予名“上弦场”，并题写“上弦场”三字石刻于此。
2006年，厦门大学对上弦场进行了改造。改造之后，上弦场总面积约36000平方米，内有400米塑胶田径场，五人制塑胶足球场三个和一些运动器械。

## 历任校長

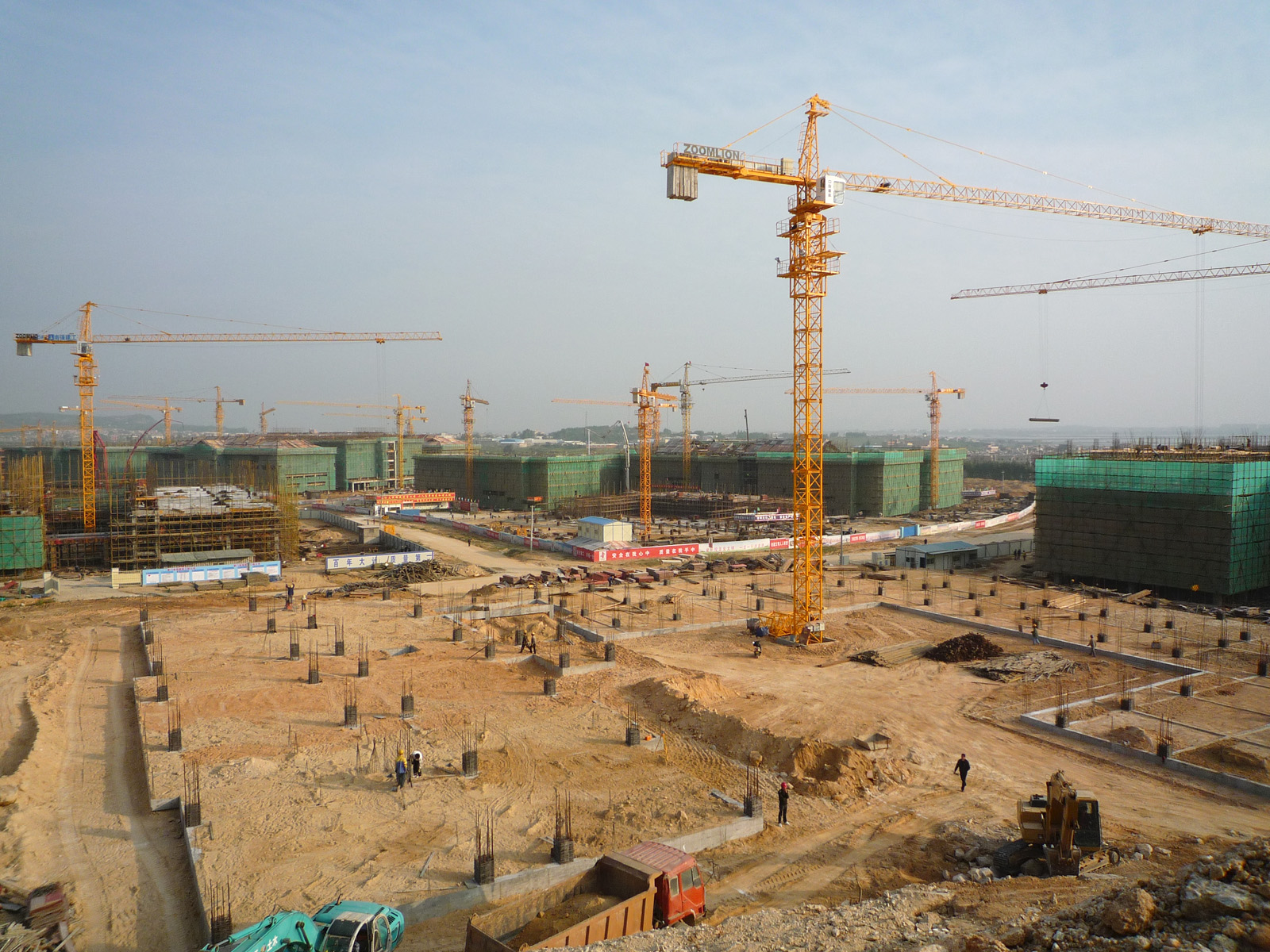
在建中的翔安校区，2011年12月

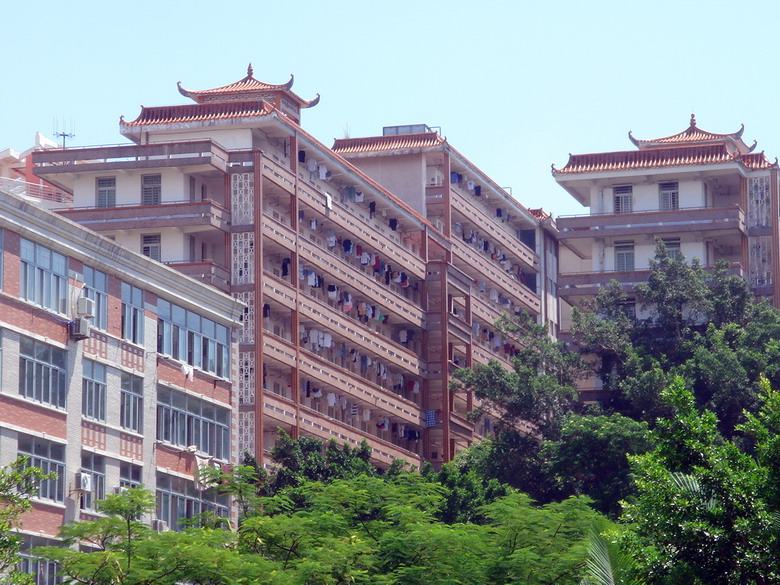
廈門大學學生宿舍樓

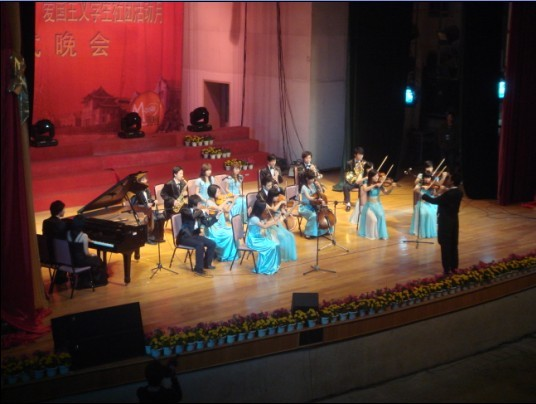
廈門大學學生在建南大礼堂内举行音乐会

| 序号 | 校长姓名 | 就任       | 卸任       |
| ---- | -------- | ---------- | ---------- |
| 1    | 鄧萃英   | 1920年12月 | 1921年5月  |
| 2    | 林文庆   | 1921年6月  | 1937年7月  |
| 3    | 萨本栋   | 1937年7月  | 1945年8月  |
| 4    | 汪德耀   | 1945年9月  | 1949年10月 |
| 5    | 王亚南   | 1950年5月  | 1969年11月 |
| 6    | 曾鸣     | 1978年4月  | 1982年2月  |
| 7    | 田昭武   | 1982年2月  | 1989年9月  |
| 8    | 林祖赓   | 1990年7月  | 1999年4月  |
| 9    | 陈传鸿   | 1999年4月  | 2003年5月  |
| 10   | 朱崇实   | 2003年5月  | 2017年7月  |
| 11   | 张荣     | 2017年7月  | 2022年4月  |
| 12   | 张宗益   | 2022年4月  |            |

## 学术

### 院系与师资
学校设有研究生院、6个学部以及29个学院和15个研究院，形成了包括人文科学、社会科学、自然科学、工程与技术科学、管理科学、艺术科学、医学科学等学科门类在内的完备学科体系。学校现有17个学科进入ESI全球前1%，拥有5个一级学科国家重点学科、9个二级学科国家重点学科。拥有32个博士后流动站；34个博士学位授权一级学科，2个博士学位授权二级学科；46个硕士学位授权一级学科；6个交叉学科；1个博士专业学位学科授权类别，28个硕士专业学位学科授权类别。2017年，化学、海洋科学、生物学、生态学、统计学5个学科入选国家公布的世界一流学科建设名单。
学校现有专任教师2708人，其中，教授、副教授1918人，占专任教师总数的70.8%（下同），拥有博士学位的2289人，占84.5%。学校共有两院院士22人（含双聘院士9人），文科资深教授2人，国家重点研发计划项目负责人18人，国家重点基础研究发展计划（简称973计划，含重大科学研究计划）首席科学家10人次，“长江学者奖励计划”特聘教授24人、青年学者11人，国家杰出青年科学基金获得者47人，国家级教学名师6人，国家高层次人才特殊支持计划（简称“万人计划”）科技创新领军人才23人、哲学社会科学领军人才5人、教学名师1人、百千万工程领军人才2人、青年拔尖人才12人，国家“百千万人才工程”入选者24人，中宣部“四个一批”人才工程入选者5人，教育部“新（跨）世纪优秀人才培养计划”入选者135人，国家优秀青年科学基金获得者41人；国家创新研究群体8个、教育部创新团队9个。

### 研究
学校设有200多个研究机构，其中国家级协同创新中心2个（牵头单位），国家重点实验室4个，国家工程技术研究中心1个，国家工程实验室1个，国家地方联合工程研究中心2个，国家地方联合工程实验室3个，国家研究院1个，国家产教融合创新平台1个，教育部重点实验室5个，教育部工程研究中心3个，教育部野外科学观测研究站1个，教育部人文社科重点研究基地5个。厦门大学国家大学科技园是福建省内仅有的两个经科技部、教育部认定的国家级大学科技园之一。近五年，学校自然科学科研实力大幅提升，在《科学》《自然》《细胞》及其子刊等国际高水平学术期刊上发表论文110篇；获国家自然科学二等奖4项，何梁何利基金科学与技术进步奖1项；3人获“全国创新争先奖”，3人获“中国青年科技奖”，3项成果获中国专利优秀奖。学校人文社会学科研究实力雄厚，近五年共承担国家社科基金重大项目21项，教育部哲社研究重大课题攻关项目8项；16项成果获教育部第七届高等学校科学研究优秀成果奖（人文社会科学），其中一等奖1项；厦门大学在台湾研究、南洋研究、高教研究、经济研究、会计研究、南海研究等领域已经形成自身特色，实力居国内高校前列。

### 排名聲譽
在四大世界大学排名中，厦门大学于2025年QS世界大學排名并列全球第362位，于2024年泰晤士高等教育世界大學排名位列全球第301-350位之间，于2024年美国新闻与世界报道全球大学排名位列全球第198位，于2024年软科世界大学学术排名位列全球151-200位之间。
其他排名方面，厦门大学于2024年QS亞洲大學排名位列亚洲第75位，于2024年泰晤士高等教育亚洲大学排名位列亚洲第77位，于2024年Nature Index（自然指数）世界研究机构排名位列世界第36位。
学科排名方面，根据2023年世界大学学术排名，厦门大学有9个学科位列世界前50位，包括：海洋科学（13），旅游休闲管理（23），化学（26），纳米科学与技术（29），能源科学与工程（31），化学工程（38），遥感技术（46），材料科学与工程（47），经济学（50）。

## 文化传统

### 校训

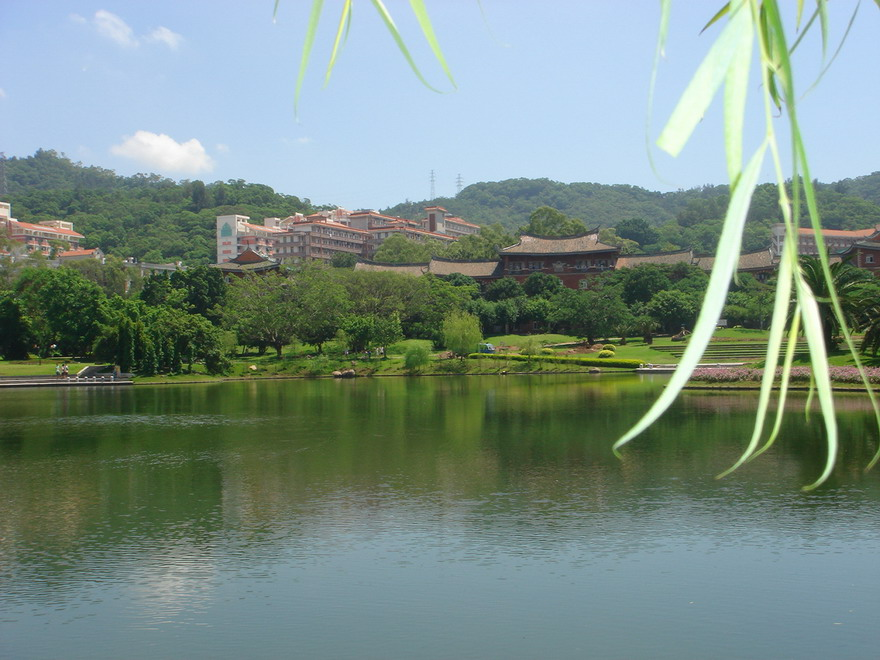
廈門大學校園一景

1921年，陈嘉庚先生创办厦门大学时即把“自强不息，止于至善”定为校训。“自强不息”指自觉地积极向上、奋发图强、永不懈怠。最早见于《周易 乾》：“天行健，君子以自强不息”。“止于至善”指通过不懈的努力，以臻尽善尽美而后才停止，也就是说不达到十分完美的境界绝不停止自己的努力。语出《礼记·大学》：“大学之道，在明明德，在亲民，在止于至善”。嘉庚先生选定的校训体现了中国儒家文化的精髓。

### 校徽
校徽图案是陈嘉庚先生创办厦门大学时确定和沿用的。
其特定的内涵，简要说明如下：
1. 外圆圈内上方为繁体字“廈門大學”，下方是拉丁文的“厦门大学”；  Amoi 即為閩南話的廈門。
2. 内圆圈内的三颗五角星图案代表中国旧哲学中的三才，即所称天然中之精神的、宇宙的、人类的三大原素；
3. 内圆圈的城及城门的图案为厦门之表记（大厦之门），并指学府门户大开；
4. 内圆圈的“止于至善”四字为本大学进行之目标，也就是陈嘉庚先生当年确立的厦门大学校训。

### 校歌
厦门大学校歌由语言学家、音乐家赵元任作曲，学者、著作家郑贞文作词。

### 校庆
厦门大学的校庆日是每年的4月6日，是日全校停课半天。
厦门大学在其发展史上的每一个时期都有校友扶持的足迹，厦大的发展凝聚了海内外校友的心血，这在国内高教界是众所周知。厦大的早期建筑多是陈嘉庚、李光前等爱国华侨捐资兴建的。这种善举在厦大形成一种风尚。2001年，由爱国华侨和厦大校友捐资兴建的嘉庚楼群及嘉庚广场落成。目前在厦大有12种奖学金由校友提供基金。每年4月6日校庆，各地校友会均集会庆祝。2021年4月6日，中共中央总书记习近平致信祝贺厦门大学建校100周年。

## 知名校友

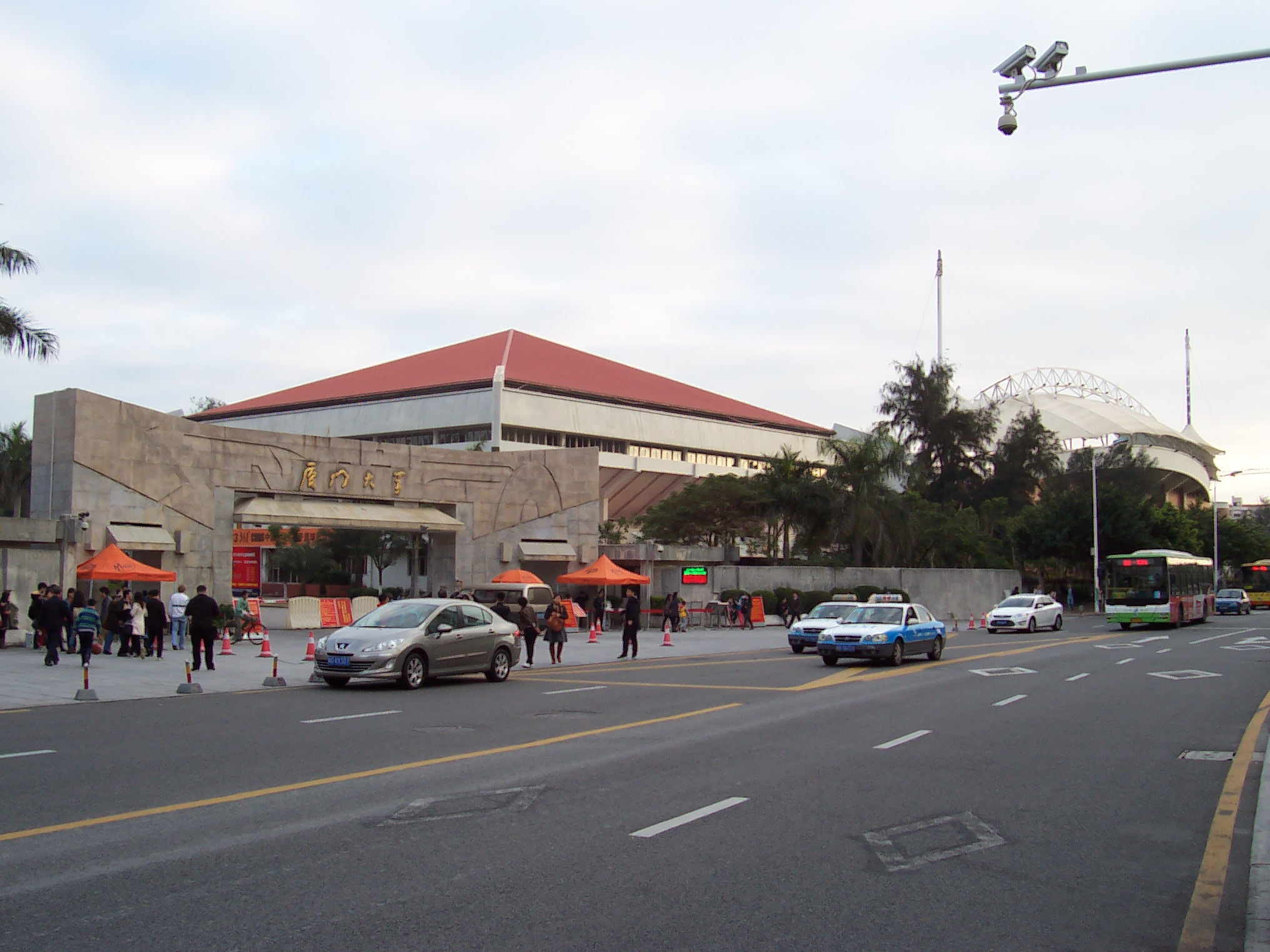
厦门大学西校门